# Stephen Gaghan
Stephen Gaghan (6 de mayo de 1965) es un director de cine y guionista estadounidense, reconocido principalmente por haber sido el guionista de la película de Steven Soderbergh Traffic, basada en la serie Traffik de Channel 4 y que le valió un Premio de la Academia. Ha dirigido cuatro largometrajes, Abandon (2002), Syriana (2005) y Gold (2016) Dolittle (2020). 
También ha sido el guionista del videojuego Call Of Duty: Ghosts (2013).

## Filmografía

### Como director
- Abandon (2002)
- Syriana (2005)
- Gold (2016)
- The Voyage of Doctor Dolittle (2019)

## Premios y nominaciones
Premios Óscar
| Año  | Categoría            | Película | Resultado |
| ---- | -------------------- | -------- | --------- |
| 2001 | Mejor guion adaptado | Traffic  | Ganador   |
| 2006 | Mejor guion original | Syriana  | Nominado  |